# Шевченкове (зупинний пункт, Південно-Західна залізниця)
Шевченкове — пасажирський залізничний зупинний пункт Жмеринської дирекції Південно-Західної залізниці на одноколійній, неелектрифікованій лінії Гречани — Ярмолинці між станціями Скібнево та Ярмолинці. Розташований в однойменному селі Хмельницького району Хмельницької області.

## Пасажирське сполучення
На зупинному пункті зупиняються приміські поїзди сполученням Ларга — Гречани / Хмельницький.